# 莱旺特
莱旺特（法語：Les Ventes，法語發音：[le vɑ̃t]）是法国厄尔省的一个市镇，位于该省中南部，属于埃夫勒区。

## 地理
莱旺特（48°56'56"N, 1°5'16"E）面积20.65 平方千米，位于法国诺曼底大区厄尔省，该省份为法国北部内陆省份，北起滨海塞纳省，西接奧恩省和卡爾瓦多斯省，南至厄尔-卢瓦省，东临瓦兹省、瓦兹河谷省和伊夫林省。
与莱旺特接壤的市镇（或旧市镇、城区）包括：伊通河畔拉博讷维尔、伊通河畔欧奈、伊通河畔阿尼耶尔、莱博圣克鲁瓦、勒普莱西格罗昂、锡尔万莱穆兰、勒瓦勒多雷、戈德勒维尔-拉里维耶尔、格利索勒。

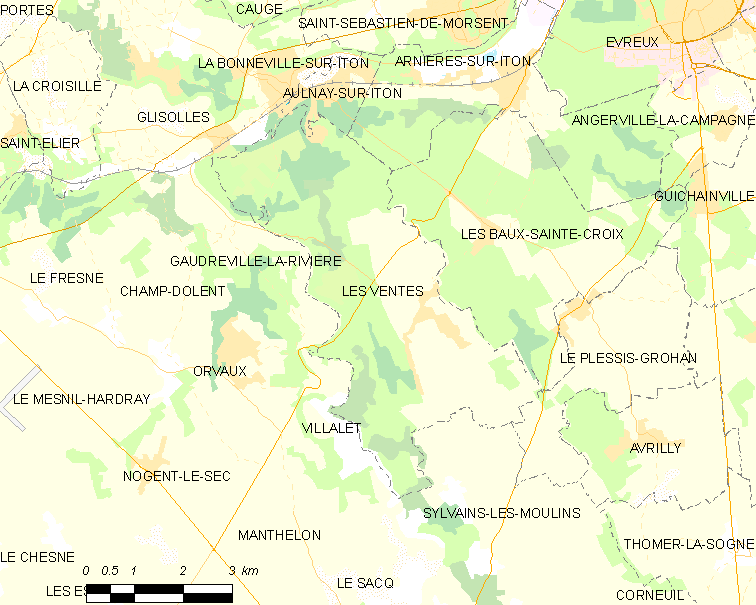
莱旺特的OSM定位图

莱旺特的时区为UTC+01:00、UTC+02:00（夏令时）。

## 行政
莱旺特的邮政编码为27180，INSEE市镇编码为27678。

## 政治
莱旺特所属的省级选区为乌什地区孔什县。

## 人口

1962-2008年间莱旺特人口变化图示

莱旺特于2022年1月1日时的人口数量为1047人。